# Kanał Brożajcki
Kanał Brożajcki – kanał na Mazurach
Kanał Brożajcki to kanał łączący rzekę Węgorapę z Gołdapą. Kanał zaprojektowany został w 1726 przez Jana Suchodolca, a wykopany w 1733 od wsi Miczuły nad Rzeką Gołdapą do wsi Brożajcie (wieś nie istnieje, jest tu elektrownia wodna) wybudowana na szóstym jazie (do lat 90. XX wieku w Brożajciach było 2 jazy). Od wsi Brożajcie do Mieduniszek Wielkich wykonano dalszą część kanału (w ramach regulacji Rzeki Węgorapy) skracając spływ wody omijając jej obieg przez Wielką Pętlę Węgorapy. Kanał był odnawiany w latach 1824–1826. Kanał przechodzi przez Lasy Skaliskie i obecnie jest ostoją bobrów.
Na kanale Brożajckim znajduje się 5 jazów: Bąkowo, Polski, Halina, Brożajcie, Mieduniszki Wielkie. Od Miczuł do jazu w Mieduniszkach Wielkich długość kanału wynosi 12 km.